# عروسی پنجابی پاتل
عروسی پنجابی پاتل (به هندی: Patel Ki Punjabi Shaadi) فیلمی محصول سال ۲۰۱۷ و به کارگردانی سانجای چهل است. در این فیلم بازیگرانی همچون ریشی کاپور، پارش راوال، ویر داس، پایال غوش، پریم چوپرا، شیلپا شینده، بهاراتی آچرکار، کارانویر بوهرا و تیکو تالسانیا ایفای نقش کرده‌اند.